# Ny2 Sagittarii
Ny2 Sagittarii (ν2  Sagittarii, förkortat Ny2 Sgr, ν2  Sgr) som är stjärnans Bayerbeteckning, är en dubbelstjärna belägen i den mellersta delen av stjärnbilden Skytten. Den har en skenbar magnitud på 4,98 och är svagt synlig för blotta ögat där ljusföroreningar ej förekommer. Baserat på parallaxmätning inom Hipparcosuppdraget på ca 11,9 mas, beräknas den befinna sig på ett avstånd av ca 270 ljusår (ca 84 parsek) från solen.

## Nomenklatur
Nu Sagittarii har det traditionella namnet Ain al Rami, som kommer från det arabiska عين الرامي c ain ar-rāmī som betyder bågskyttens öga. De båda ν-stjärnorna, tillsammans med τ Sgr, ψ Sgr, ω Sgr, 60 Sgr och ζ Sgr var Al Udḥiyy, utgjorde strutsens rede. Ny Sagittarii är ofta nämnd som en av de tidigast identifierade dubbelstjärnorna. I Almagest beskriver Ptolemy stjärnan som "otydlig och dubbel", med hänvisning till stjärnans dubbla natur.

## Egenskaper
Ny2 Sagittarii A är en orange till röd jättestjärna av spektralklass K1 Ib-II och är en stjärna med en luminositet mellan en utvecklad ljusstark jättestjärna och en superjättestjärna. Den har en massa som är ca 40 procent större än solens massa, en radie som är 85 gånger större än solens och utsänder från dess fotosfär ca 120 gånger mera energi än solen vid en effektiv temperatur på ca 4 250 K.
Ny2 Sagittarii A är en mild bariumstjärna, som har en ökad mängd s-processelement i sin yttre atmosfär. Detta material har sannolikt förvärvats under en tidigare massöverföring från dess nu vita dvärgföljeslagare.